# Sergio Realini
Sergio Realini (Gavirate, 24 giugno 1925 – Treviso, 20 dicembre 1990) è stato un calciatore e allenatore di calcio italiano, di ruolo centromediano.

## Carriera
Giocò in Serie A con l'Inter (10 presenze nella stagione Serie A 1946-1947) ed in Serie B con Lecco, Lecce, Legnano e Treviso (201 le presenze complessive fra i cadetti).

## Palmarès

### Giocatore

#### Competizioni nazionali
- Campionato italiano Serie C: 1

Varese: 1942-1943 (girone D; girone finale A)

#### Competizioni regionali
- Promozione: 1

Vittorio Veneto: 1955-1956 (girone C)